# Musteriano

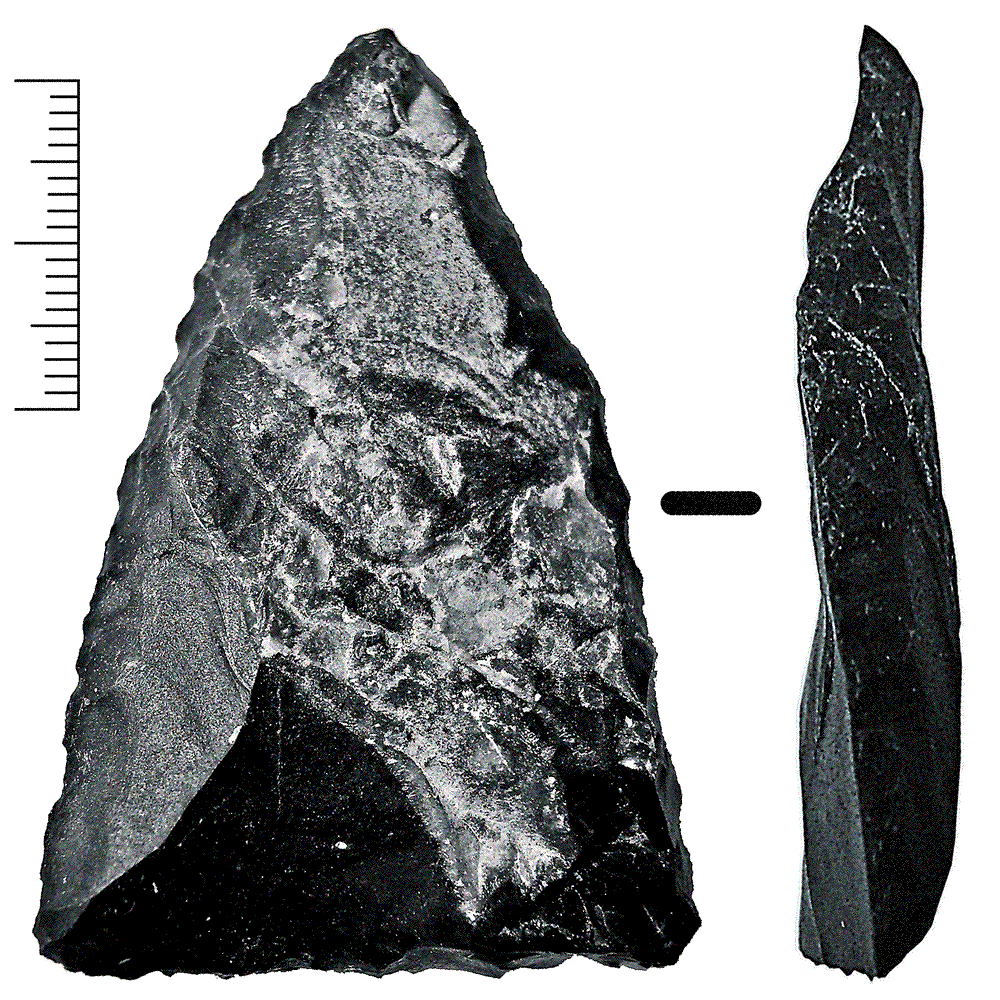
Punta musteriana

Musteriano è un nome dato dagli archeologi ad un periodo in cui venivano usati attrezzi prevalentemente di selce, associato principalmente con l'Homo neanderthalensis e risalente al Paleolitico medio, la parte centrale del Paleolitico. Prende nome dal sito di Le Moustier, un riparo in roccia nella regione francese della Dordogna. Il termine fu introdotto da Gabriel de Mortillet nel 1872.
Attrezzi in selce simili sono stati trovati in tutta l'Europa che non era interessata dalle glaciazioni, oltre che nel Vicino Oriente e nel Nordafrica. Raschiatoi, denticolati e punte costituiscono la maggior parte dell'industria.

## Descrizione
Gli attrezzi musteriani venivano prodotti dai Neandertaliani e risalgono a 300.000-30.000 anni fa. Nell'Africa settentrionale e nel Vicino Oriente erano prodotti anche da umani anatomicamente moderni. Nel Levante, ad esempio, le opere dei Neandertaliani sono indistinguibili da quelle prodotte dagli umani moderni.
Generalmente, le pietre venivano lavorate in modo da produrre una base di partenza adatta a più possibili attrezzi (nucleo), che veniva poi rifinito rimuovendo schegge di selce con la tecnica Levallois o un'altra tecnica equivalente.

Tecnica Levallois

Lo studio delle tracce d'usura e l'osservazione al microscopio indicano che queste pietre potevano essere associate a un manico di legno e che gli uomini del periodo Musteriano lavoravano, oltre alla pietra, anche legno e pelli. Inoltre usavano, a volte, i loro attrezzi anche per tagliare materie vegetali.
In questo periodo si diffondono anche nuovi comportamenti: 
- caccia a grandi erbivori attirandoli in trappole naturali,
- trasporto della selce su distanze anche di centinaia di km,
- costruzione di capanne,
- sepolture accompagnate da oggetti con scopo rituale,
- raccolta di terra d'ocra e incisioni (non figurative) con finalità presumibilmente estetiche,

In una grotta già abitata nel paleolitico nei monti intorno ad Idria, Slovenia, gli archeologi hanno trovato nel 1995 un femore di orso speleo con dei buchi, di cui il carbonio 14 ha confermato l'età di circa 60 000 anni. Giuliano Bastiani ha dimostrato sperimentalmente che i buchi rotondi erano stati fatti dall'uomo. Trovati infatti pure vari arnesi di selce combacianti. Si tratterebbe del primo strumento musicale (flauto) della storia, che il livello raggiunto dagli scavi (otto metri) farebbe attribuire al Musteriano .

## I complessi musteriani

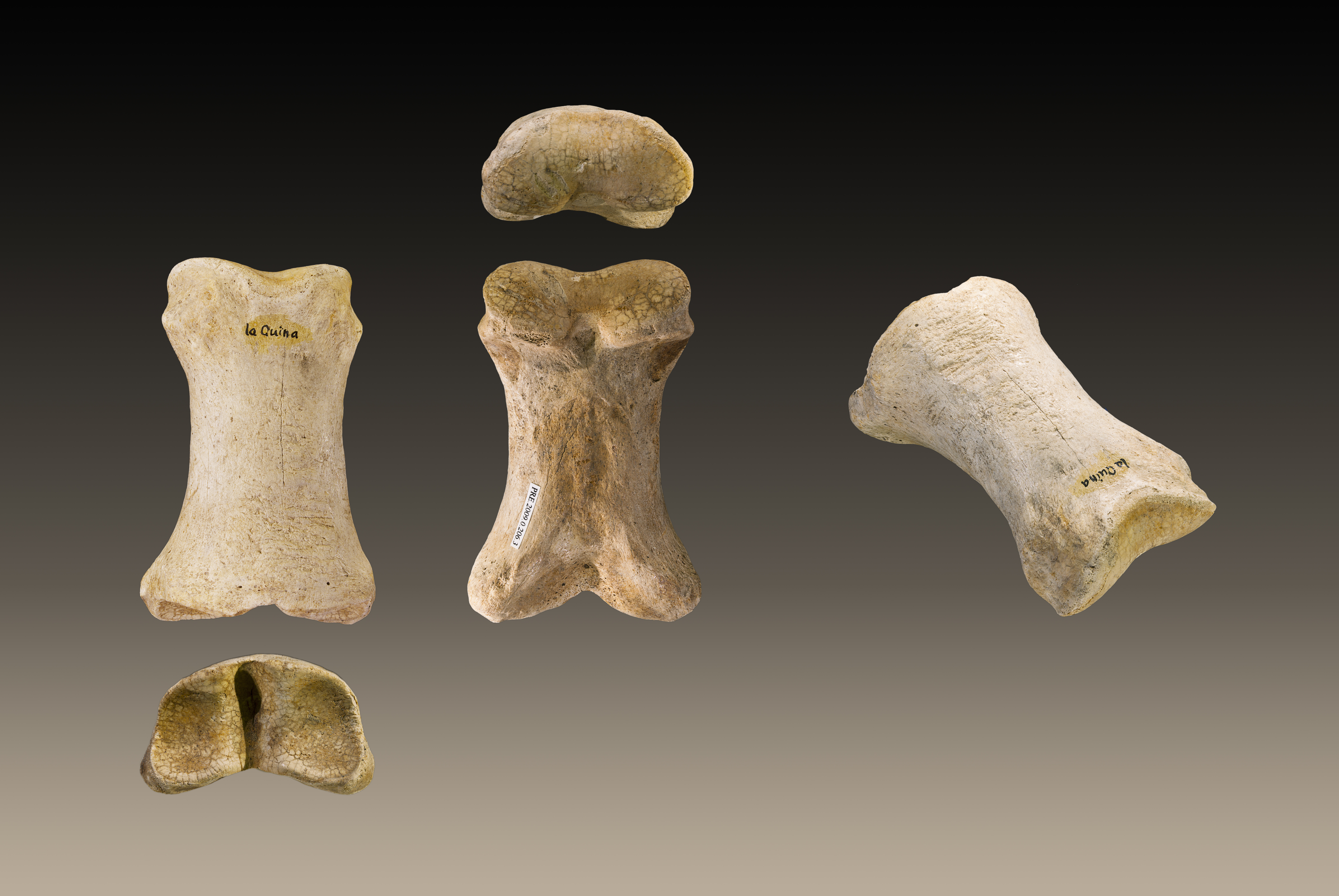
Musteriano Charentiano - Osso con stampa – La Quina – Muséum de Toulouse

Con il termine Musteriano viene designato l'insieme delle industrie del Paleolitico medio. Le industrie litiche musteriane rappresentano lo sviluppo di industrie già note nel Paleolitico inferiore, rispetto alle quali si possono sottolineare alcuni aspetti innovatori:
- perfezionamento della tecnica di scheggiatura levalloisiana in tutte le sue varietà, compresa la produzione di prodotti laminari sottili e allungati
- perfezionamento della tecnica di lavorazione dei bifacciali
- differenziazione e standardizzazione degli strumenti su scheggia, soprattutto delle punte e dei raschiatoi
- incremento degli strumenti ricavati da supporti laminari

La differenziazione delle industrie musteriane ha portato alla classificazione proposta da Bordes sulla base dell'analisi dei ritrovamenti fatti nel sud-ovest e nel nord della Francia. Questa classificazione, in seguito estesa anche ad altre aree, in Europa e nel Vicino Oriente, si basa sulla tecnica di scheggiatura e sulla tipologia, espressa da un insieme di indici. Nel Musteriano sono stati così distinti quattro principali complessi:
- Musteriano di tradizione acheuleana, caratterizzato da bifacciali triangolari e cordiformi e, nella fase recente, anche da coltelli a dorso, suddiviso in una facies di tecnica levalloisiana e in una facies di tecnica non levalloisiana
- Musteriano tipico, caratterizzato da punte musteriane e raschiatoi piatti, suddiviso in una facies di tecnica levalloisiana e in una facies di tecnica non levalloisiana
- Charentiano, caratterizzato da elevati indici dei raschiatoi, ma suddiviso in un complesso Quina, di tecnica non levalloisiana, con raschiatoi spessi elaborati mediante ritocco scalariforme, punte carenoidi doppie, raschiatoi a ritocco bifacciale, trancianti, e in un complesso Ferrassie, ricavato da prodotti della scheggiatura levalloisiana, con strumenti piatti
- Musteriano denticolato, caratterizzato dalla frequenza di incavi e denticolati, anch'esso noto in una facies di tecnica levalloisiana e in una facies di tecnica non levalloisiana

Bordes riteneva che tecnica di scheggiatura, levalloisiana o non levalloisiana, e tipologia appartenessero alla tradizione culturale dei gruppi neanderthaliani e potessero essere utilizzati per la loro identificazione. Ma ciò che Bordes chiamava l'aspetto levalloisiano di un insieme dipenderebbe da altri fattori, cioè dall'utilizzo dei sito e dalla disponibilità di materia prima. In questo senso Musteriano di tradizione acheuleana, Musteriano tipico, Musteriano Quina, Musteriano Ferrassie e Musteriano denticolato erano interpretati come altrettanti prodotti di tradizioni culturali distinte.
Questa conclusione contrastava con le osservazioni fatte dagli etnologi su popoli cacciatori-raccoglitori attuali. I Binford proposero una differente interpretazione dei complessi definiti da Bordes su base tecnica e tipologica, ritenendo che essi rappresentassero non tanto tradizioni culturali quanto azioni umane. Essi distinsero tra attività “di estrazione”, rivolte all'approvvigionamento sia di materie prime sia di cibo, e attività “di sussistenza”, consistenti nella preparazione e nella consumazione dei cibi, nella confezione degli strumenti, e in tutte le altre operazioni concernenti la cultura materiale. In questa prospettiva, i complessi musteriani corrisponderebbero a siti nei quali sono state svolte attività differenti.
La prima obiezione all'interpretazione dei Binford è di carattere metodologico: essi hanno attribuito ai manufatti funzioni che non sono state provate sperimentalmente attraverso l'analisi delle tracce d'uso, ma desunte dai nomi tradizionalmente assegnati agli strumenti su base morfologica. L'analisi delle tracce d'uso mostra, al contrario, che alla differenziazione degli strumenti musteriani su base tecnico-morfologica non può essere data un'interpretazione funzionale.
Una seconda obiezione riguarda la distribuzione geografica dei complessi: l'interpretazione funzionale porterebbe a ritenere che in certe regioni alcune attività non siano mai state svolte. In terzo luogo, non sono stati presi in considerazione, come modelli archeologici, gli insiemi litici dei siti o delle differenti aree di un sito, nei quali è possibile riconoscere un'attività specializzata come la macellazione degli animali o la produzione di supporti litici.
Anche l'interpretazione di tipo funzionale, che vedrebbe nella differenziazione degli insiemi litici il riflesso di attività diverse, svolte nelle varie stagioni, trova ostacoli nelle evidenze archeologiche. Se il ciclo delle stagioni avesse indotto i musteriani a mutare la sede, o anche l'attività pur restando nella medesima sede, dovremmo osservare nei siti delle sequenze di straterelli con industrie diverse; al contrario, nei siti musteriani contenenti insiemi riferiti a complessi differenti, si osservano frequentemente degli strati spessi, che rappresentano l'addizione di più suoli d'abitato appartenenti tutti al medesimo complesso. Non si può nemmeno pensare a una ripetuta utilizzazione stagionale del medesimo sito, in quanto gli strati spessi contengono resti di animali della medesima specie abbattuti in stagioni diverse.
Mellars ha proposto di vedere nella differenziazione dei complessi musteriani una sequenza cronologica: si tratterebbe dunque di un processo evolutivo lineare. L'esame di altre serie dei Périgord contrasta con questa ipotesi, suggerendo uno sviluppo parallelo dei complessi musteriani.
Rolland ha cercato le correlazioni tra la differenziazione dei complessi e le modificazioni ambientali: il Charentiano Quina è correlato con ambienti freddi e aridi, il Musteriano denticolato con ambienti temperati e umidi.
Non pare che un solo modello interpretativo possa spiegare la differenziazione del Musteriano. Alla base della differenziazione stanno i complessi della fine del Paleolitico inferiore affermatisi nelle differenti regioni. Un secondo fattore è costituito dalla materia prima utilizzata. I fattori funzionali hanno influenzato la composizione tecnico-tipologica delle industrie, ma in assenza di ampi lavori di analisi delle tracce d'uso è difficile individuarli. La differenziazione del Musteriano non può comunque essere spiegata secondo un unico modello.